# Хантердон
Округ Хантердон (англ. Hunterdon County) — округ штата Нью-Джерси, США. Занимает площадь 1134 км2. Согласно переписи населения 2000 года, в округе Хантердон проживало 121 989 человек. По оценке Бюро переписи населения США, к 2009 году население увеличилось на 6.6%, до 130 034 человек. Хантердон является частью так называемой Нью-Йоркской агломерации. В городе Флемингтон располагается административный центр округа. Крупнейшим населённым пунктом округа является тауншип Раритан.